# 城物語
『城物語』（しろものがたり）は、冨士宏による日本の漫画。『コミックゲーメスト』（新声社）において連載された。単行本全1巻。

## ストーリー
1250年代。ドイツはシュバルツバルトの大森林地帯にひっそりと佇むモルゲンベルク城へ、少年騎士ミハエルが新たな城主として赴任してくる。だが、城は3人の先任騎士たちによって支配されており、ミハエルは名だけの城主として見下される。そんな中、隣のアーヴェントベルク領から敵が攻めてくる。ミハエルは三騎士を説得して迎撃を開始した。
一騎討ちや奇計によって何とかアーヴェントベルク勢を退けるのに成功し、三騎士の信頼もある程度得るが、不足する財政や騎士たちの人心を掌握出来ぬ問題など、新城主の前途多難な日々はまだまだ続く気配である。

## 作品解説
冨士宏のオリジナル歴史漫画。中世ドイツの小さな城塞を巡る話で、何らかの史実の漫画化では無く時代背景を借りた架空の騎士道物語。
『コミックゲーメスト』にて13話が連載されたが、掲載誌の休刊と続く新声社倒産によって連載途中で終了となった。
後にマッグガーデンにより増補完結版として単行本1冊にまとめられたが、やはりストーリーは未完のまま終了している。

## 登場人物

### モルゲンベルク領
モルゲンベルク（朝が丘）の名の通り、東の丘に建つ山城を中心とした荘園。元はカール大帝時代の砦を1157年にフリードリヒ1世がバルトラント城の支城として改築、それをシュタウフェン家より10年程前、フォン・クラナッハへ下げ渡された小城である。クラナッハ家の所領の一つであるが、謀反の恐れのある騎士達を隔離させるためにあると噂される城で、ミハエルは半ば厄介払いで飛ばされたとの話も絶えない。
城はロマネスクとゴシックの折衷様式で、城郭は石造だが城壁は木造。隣接するアーヴェントベルク城に比べて規模は小さい。常駐の兵力は50騎＋従者50人ほど。

#### 城主関連
ミハエル・フォン・シュミュート
主人公。17歳。シャフ・ハウゼン伯フォン・クラナッハの庶子で鍛冶屋の息子として育てられるが、ある日、実父に騎士に取り立てられ、モルゲンベルクの城主に任命される。
平民育ちだが、幼い頃から己の運命を自らの腕で切り開く手段として騎士に憧れていた。養父は彼にボローニャかソルボンヌの大学で神学を学ばせ、司教になることを望んでいたが、思わぬ形で望みを叶えてしまう。
読書家。ラテン語に堪能で聡明な少年。騎士らしくありたいと願い、フォン・エルンストに「百戦闘った騎士で無ければ悟らぬ様な、不思議な男」と評される。しかし、平民出ゆえに騎士の誇りに関する認識が低く、騎士を農作業に借り出そうとした際に、「そのやり方では人（騎士）は付いて来ない」とフォン・ハルトに叱責される面もある。
戦（いくさ）名乗りに使う字（あざな）は無かったが、敵騎士に問われてとっさに「鍛冶屋騎士」（かじやきし）を名乗る。
カール・ヴォルト
正騎士になった時に付けられたミハエルの少年従者。主に対する忠義は厚い。声色が高く、悲鳴も「きゃーっ」である。

#### モルゲンベルク三騎士関連
ブルクマン（城塞守備員）として、モルゲンベルク城を実質的に支配している三人の騎士達。それぞれ数十人の騎士を配下に持つ武将。元々は付近の小豪族で、フォン・クラナッハに臣従する現在でも独立独歩の気風が強い。
ヴォルフガング・フォン・ハルト
第5回十字軍にも参戦していたモルゲンベルク三騎士の最長老格。城の実権を握る実力者。策士で守りが堅い。字は「巌の騎士」（いわおのきし）。
当初、新城主を追い出そうと策を練ったが、戦勝の宴で「思った以上に器量のある奴」であるとしてミハエルを見直し、領地経営に関する城主の相談にも応じている。
オットー
フォン・ハルトの従者。城内を見て回るミハエルを城主と思わず、誰かの従者と勘違いする。
ギュンター・フォン・エルンスト
壮年の騎士。頭の固い武人肌。字は「鋼の騎士」（はがねのきし）。戦闘力はモルゲンベルク随一。
新城主としてミハエルを認めてはいないが、かと言って毛嫌いはしておらずアドバイスを与えるなど、いわゆるツンデレな性格である。
ハインリヒ
フォン・エルンストの従者。「ドイツ最強の騎士」だとしてフォン・エルンストに心酔しており、主の武器を手入れするのに余念が無い。
アレブレヒト・フォン・グロープハイト
熱血肌の騎士。口は悪いが信義に厚い男。愛用の武器に「ドゥリンダルテ」など伝説的で大げさな名前を付ける癖がある。字は「雷の騎士」（いかづちのきし）。
戦闘前の「アーヴェントベルク勢を撃退した暁にはミハエルを城主として認める」との約束に、戦勝の宴で「騎士として約束を反故にするのは不名誉」として、真っ先に新城主を認めた人物である。
パウル
フォン・グロープハイトの従者。隣城との石投げ合戦を「これは日課みたいなものです」とミハエルに説明した。

#### 主人公の家臣団
ミハエル直属の家臣は5名（カールは従者なので家臣未満）。クライン以外は前城主から給与代わりに一代限りで平騎士（ミニステリアーレ）の位を貰っているが、名ばかりで特に余録は無い。
クライン
モルゲンベルク城の庶務を司る家令。元々、騎士階級だったが内政向きで戦闘力は低い。
シュランケ
門番の老人。文盲で字は読めない。
フェルン
ベルクフリート（主塔）に住む見張り番。
フラゥ=ポゼ
料理番頭のおばさん。ヨハンナが名前らしい。城の金蔵が空で「無一文」との現実を突きつけられ、落ち込む城主を励ました。
クラウト
厩番。新城主の将来性に賭けて、秘蔵の名馬「シュツルムヴィンド」（突撃風＝暴風）を、初陣の際にミハエルへ託す。

### アーヴェントベルク領
アーヴェントベルク（夕が丘）の名の通り、西の丘に建つ山城を中心とした荘園。アーヴェントベルク城もやはり元はシュタウフェン家の持ち城であったが、モルゲンベルク城と同じ経緯で10年程前、フレーゲン家に下賜された。規模や設備はモルベンベルクより大きく立派である。また知行地も数倍の規模がある。
元はモルゲンベルクと一つの城でミッターク川を挟んで谷向こうに建っている。城備え付けのカタパルト (投石機)による嫌がらせ合戦が毎日行われるが、カタパルトの石弾は射程ギリギリなので、モルゲンベルク城には大した被害を与えることはできない。クラナッハ家同様、フレーゲン家もシュタウフェン家の配下であるが、モルゲンベルクとは領地を巡って抗争中である。

#### 城主関連
フォン・フレーゲン
アーヴェントベルク城の青年城主。名は不明。頭脳明晰だが傍若無人な性格。世の流れを変えるようなイタリアでの戦争で活躍するのに憧れているが、辺境に押し込められ、田舎暮らしを強いられている鬱憤をモルゲンベルクを攻めることで憂晴らししている。
ゲルトルーデ・フォン・フレーゲン
城主の妹。兄に似て陰険で皮肉屋だが、家臣や領民に対する気配りは忘れない聡明さを持つ。

#### 騎士達
フォン・シュテルン
名は不明。「明星の騎士」（みょうじょうのきし）の字を持つ、城主から最も信頼の篤いアーヴェントベルクの騎士。フォン・ヴァルゲンと共に50騎からなる騎士隊を率いて、モルゲンベルクへ威力偵察を行う。
ミハエルとの一騎討ちで兜が飛ばされて禿頭を曝し、フォン・グロープハイトに「明星とはそのハゲ頭か」と囃された。
フォン・ヴォルゲン
名と字は不明。アーヴェントベルクの騎士。フォン・シュテルンと並ぶアーヴェントベルクの精鋭。先代の恩義から城主に従っているが、あの傍若無人さはどうにかならないかと頭を痛めている。

### その他
ヨーゼフ・マイスターシュミュート
ミハエルの養父。鍛冶屋のマイスター。ミハエルとは血は繋がっていないが本当の親子だと思っている。「お前は俺の誇りだ」と語り、騎士になった餞別にミハエルへ鎧一式を贈った。
フォン・クラナッハ
ミハエルの実父。名は不明。名門シュタウフェン家に仕える、シャフ・ハウゼン伯。かなりの封土を持つ大領主。
ブリギッテ
シャフ・ハウゼン伯の宮廷に仕え、伯のお手つきとなったミハエルの実母。現在はヨーゼフの妻。気が強く、理不尽な行為には己を曲げずに抗弁する芯の強さがある。騎士は「奪い、壊すことしか出来ない」と思っており、騎士に憧れる幼いミハエルへ悲しい視線を向けていた。
兄
シャフ・ハウゼン伯の嫡子。名は不明。妾腹のミハエルを見下し「せいぜいシュミュート家を守り立ててくれ」と言い放つ。
放浪の騎士
名と字は不明。ミハエルが幼い頃に出会った諸国遍歴の騎士。母に乱暴狼藉を働こうとする騎士達を一蹴し、ミハエルに騎士への憧れを生じさせるきっかけとなった人物。
カルダーノ
ミハエルにラテン語を教えた司祭。ヨハネ騎士団所属の元騎士でエルサレムで戦っていた過去を持つ。
フォン・ガイツクラーゲン
前モルゲンベルク城主。名のみで本編には登場しない。家臣団によると俸給の支払いを渋るしみったれな性格らしい。ミハエル着任前に城の金蔵から一銭残らず貯蔵金を持って行ってしまった。
ヘルベルト
モルゲンベルク領の村人。麦の収穫についてミハエルにアドバイスを与え、ミハエルに「参謀になって欲しい」との要請を受けるも「柄では無い」と聞き流す。

## 単行本
- 冨士宏 『城物語』 マッグガーデン〈BLADE COMICS〉

2006年7月29日初版発行 ISBN 4-86127-280-7